# Thunbergia subalata
Thunbergia subalata är en akantusväxtart som beskrevs av Gustav Lindau. Thunbergia subalata ingår i släktet thunbergior, och familjen akantusväxter. Inga underarter finns listade i Catalogue of Life.